# Steyermarkochloeae
Steyermarkochloeae, tribus trava u potporodici Panicoideae. Postoje dva priznata roda.

## Rodovi
1. Arundoclaytonia Davidse & R. P. Ellis
2. Steyermarkochloa Davidse & R. P. Ellis